# Pseudocrypta
Pseudocrypta is een geslacht van kevers uit de familie bladkevers (Chrysomelidae).
De wetenschappelijke naam van het geslacht werd in 1996 gepubliceerd door Medvedev.

## Soorten
- Pseudocrypta nigripennis Medvedev, 1996
- Pseudocrypta serricornis Medvedev, 1996